# 롱고미니아드
롱고미니아드(Rhongomyniad) 또는 롱고미안트(Rhongomiant), 론(Ron)은 아서 왕 전설에 등장하는 창으로, 아서 왕의 창이다. 몬머스의 제프리가 저술한 브리타니아 열왕사에서는 론이라는 이름으로 언급되며, 캄란 전투에서 아서왕은 이 창으로 모드레드를 찔러 죽였다.